# Turoe-Stein

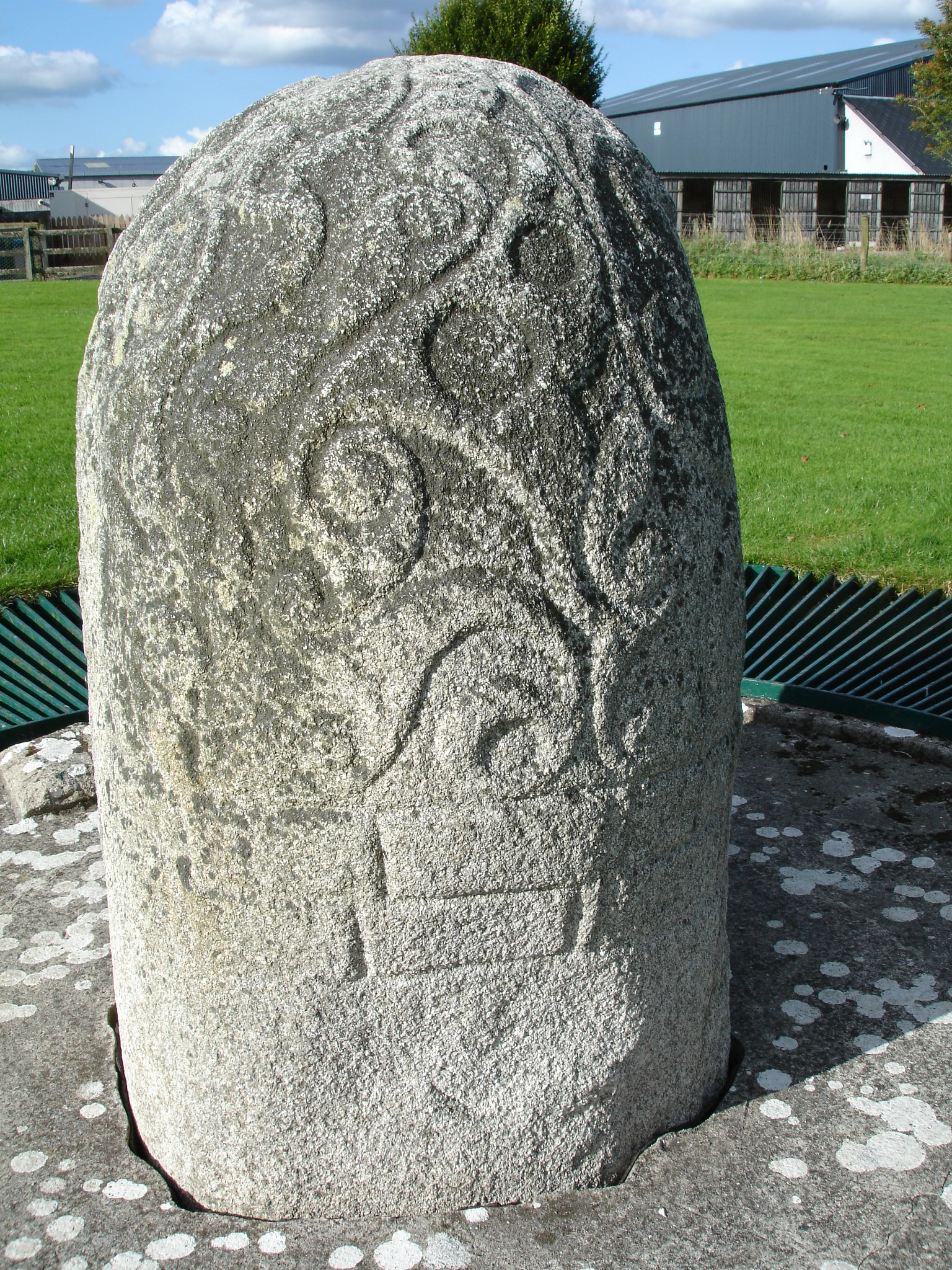
Turoe-Stein

Der Turoe-Stein (irisch An Tuar Rua) ist ein im irischen County Galway stehender Stein aus Granit. Er ist neben dem Castlestrange-Stein im County Roscommon, dem Killicluggin-Stein im County Cavan und dem Mullamast-Stein im County Kildare eines der wenigen Beispiele für den La-Tène-Stil in Irland. Hinzu kommt der Derrykeighan-Stein im County Antrim in Nordirland. 
Der Stein stammt wahrscheinlich aus dem letzten vorchristlichen Jahrhundert und stand ursprünglich neben dem einige Kilometer entfernten Rath of Feerwore. Er ist knapp einen Meter hoch. Die Basis hat keine Verzierungen, der mittlere Teil ist mit einem treppenartigen Mäander versehen, und der obere Teil zeigt das für den La-Tène-Stil typische, florale Rankenmuster, wie es auch der Castlestrange-Stein zeigt.
Der Turoe-Stein gilt neben dem eindeutig phallischen Gatepost von Maghera im nordirischen County Down als ein Exemplar mit phallischer oder omphallischer Symbolik in Irland. Undekorierte phallische Pfeiler kommen in Irland häufiger vor, manchmal sind sie christianisiert. In Tara steht der Lia Fáil (Stein des Schicksals). An einer anderen wichtigen Kultstelle Altirlands, dem Emáin Macha, Fort Navan im County Antrim, bildete ein phallischer Holzpfeiler das heilige Zentrum.